# Shiraki Jrants'k'
Shiraki Jrants'k' är en kanal i Armenien. Den ligger i den nordvästra delen av landet, 80 kilometer nordväst om huvudstaden Jerevan.
Trakten runt Shiraki Jrants'k' består i huvudsak av gräsmarker. Runt Shiraki Jrants'k' är det ganska tätbefolkat, med 129 invånare per kvadratkilometer.